# Nina Proskura
Nina Mykolaivna Proskura –en ucraniano, Нiна Миколаївна Проскура– (Zaporiyia, URSS, 1 de noviembre de 1974) es una deportista ucraniana que compitió en remo.
Ganó una medalla de oro en el Campeonato Mundial de Remo de 1998 y una medalla de bronce en el Campeonato Europeo de Remo de 2011. Participó en los Juegos Olímpicos de Sídney 2000, ocupando el octavo lugar en la prueba de dos sin timonel.

## Palmarés internacional
| Campeonato Mundial | Campeonato Mundial | Campeonato Mundial | Campeonato Mundial |
| Año                | Lugar              | Medalla            | Prueba             |
| ------------------ | ------------------ | ------------------ | ------------------ |
| 1998               | Colonia (Alemania) | Medalla de oro     | Cuatro sin timonel |
| Campeonato Europeo |                    |                    |                    |
| Año                | Lugar              | Medalla            | Prueba             |
| 2011               | Plovdiv (Bulgaria) | Medalla de bronce  | Ocho con timonel   |